# St. Andreas (Eisleben)

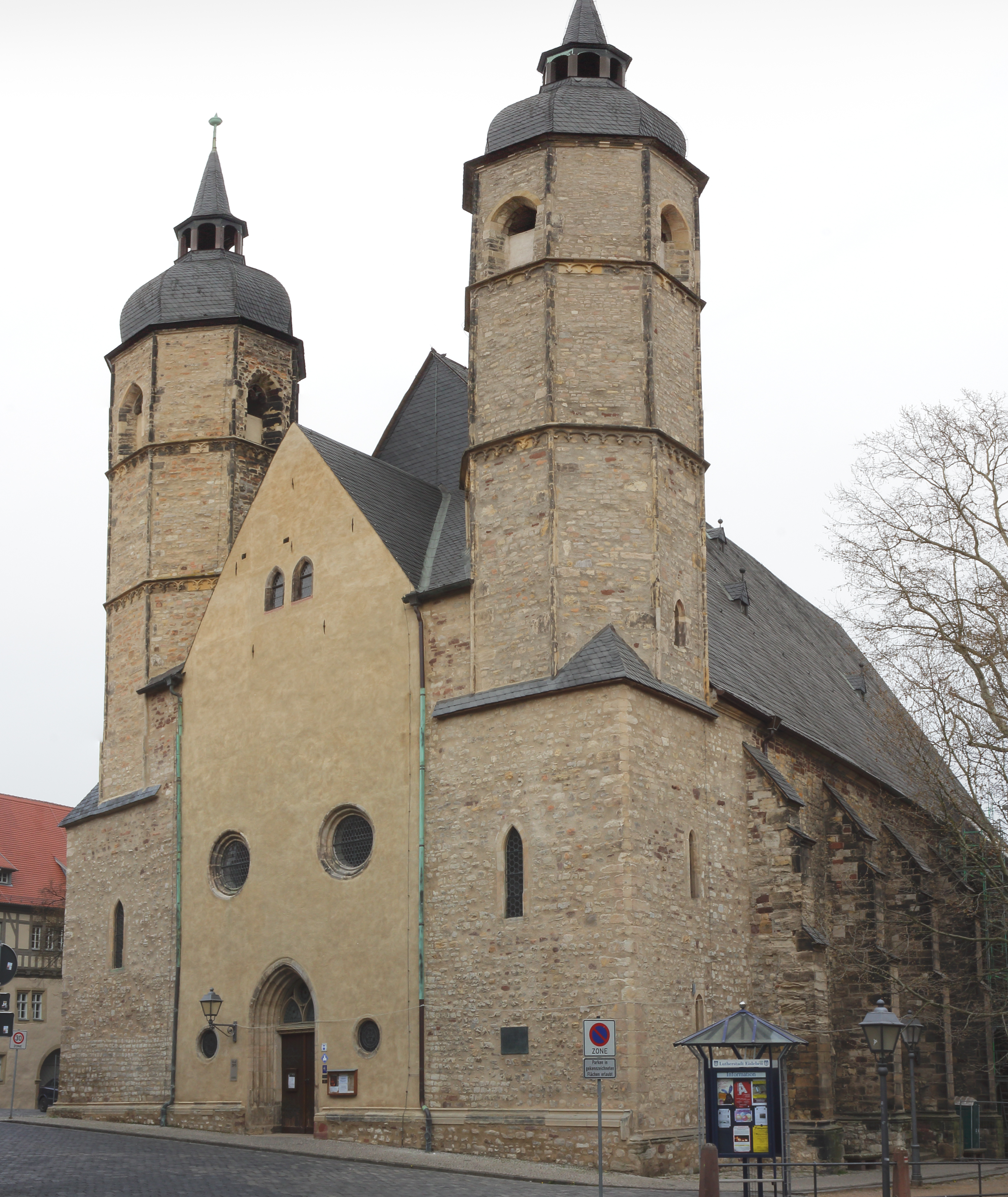
St. Andreas in Lutherstadt Eisleben (2014)

St. Andreas ist eine evangelische Kirche in der Lutherstadt Eisleben. Sie ist die größte Kirche der Stadt und spielte eine wichtige Rolle in der Reformationsgeschichte.

## Bedeutung
In der Reformationsgeschichte spielt die St.-Andreas-Kirche eine wichtige Rolle: Bis in die 1530er-Jahre wurden hier morgens römisch-katholische und nachmittags evangelische Gottesdienste gefeiert. Martin Luther hatte diese Lösung mit den Mansfelder Grafen ausgehandelt, die beiderlei Konfessionen anhingen.
Von der Kanzel in St. Andreas hielt Luther die letzten vier Predigten seines Lebens. An einem Pfeiler des Mittelschiffs hängt jene hölzerne Kanzel des frühen 16. Jahrhunderts, von der Martin Luther seine letzten Predigten hielt und die seither nur noch „Lutherkanzel“ genannt wird. Nach seinem Tod war der Leichnam Luthers in St. Andreas aufgebahrt, bevor er nach Wittenberg überführt wurde.

## Baugeschichte
Die Pfarrkirche der Altstadt von Eisleben wurde 1180 erstmals erwähnt. Der umfassende Neubau der Kirche wurde im 15. Jahrhundert mit dem Chor begonnen, gefolgt vom Kirchenschiff. Bis 1486 folgte das Erdgeschoss des Turmes. Der Oberbau der Türme mit einer doppelten Haube entstand 1714–23. Der Neubau spiegelte den Reichtum der durch Bergbau zu Wohlstand gelangten Bürger Eislebens wider. 2011 erfolgten Sanierungsarbeiten am Langdach der Kirche. Der heutige Bau ist eine spätgotische Halle mit dreischiffigem Chor und einer Doppelturmanlage im Westen.

## Münzschatz
Im Jahr 2022 stießen Restauratoren bei Restaurierungsarbeiten in der Kirche auf einen Münzschatz. Er fand sich in einem Epitaph, der 1567 für Graf Johann Albrecht I. von Mansfeld-Arnstein und seine Frau errichtet wurde. Die Münzen waren in der Wade einer Halbplastik versteckt, die den Graf darstellt. Es handelt sich um 816 Münzen, darunter etwa 800 Groschen sowie Taler und Dukaten. Anderen Angaben zufolge wurden 864 Silbermünzen gefunden. Die ältesten Münzen wurden wahrscheinlich in der Mitte des 14. Jahrhunderts geprägt und die Schlussmünze trägt die Jahreszahl 1638. Die Goldmünzen waren in Papier eingewickelt, deren Beschriftung sich entnehmen lässt, dass sie zu einer Kirchenkasse gehörten. Der Numismatiker Ulf Dräger vermutet, dass ein Kirchenangestellter den Schatz zum Schutz vor Plünderung versteckt hat, da während des Dreißigjährigen Krieges schwedische Truppen ab 1635 dauerhaft in Eisleben anwesend waren. Den Münzschatz erhielt das Kunstmuseum Moritzburg in Halle zur wissenschaftliche Untersuchung und als Dauerleihgabe.

## Ausstattung

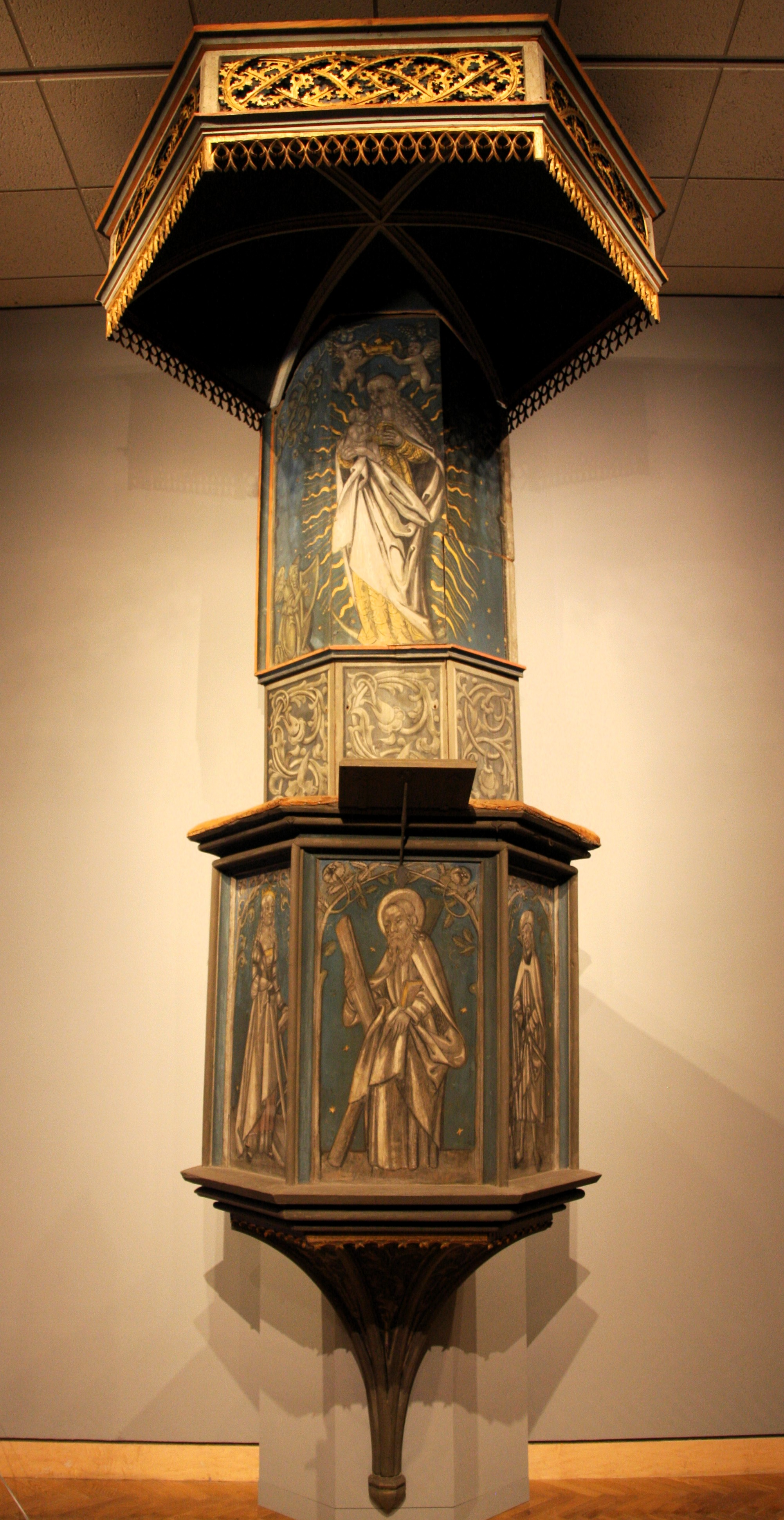
Lutherkanzel mit Grisaillemalerei

Die Kirchenausstattung stammt aus der Spätgotik und der Renaissance.
Die heute als Lutherkanzel bekannte Kanzel wurde 1518 genau an den Pfeiler angepasst. Sie ist mit Grisaillemalerei verziert.
In einer Vitrine im Kirchenraum ist der ehemalige Kanzelbehang der Lutherkanzel zu sehen, der im 16. Jahrhundert gefertigt wurde. Seine Grundfläche besteht aus vier damals ausrangierten liturgischen Gewändern, sogenannten Pluvialen. Nach der Reformation wurden sie hier einem neuen Zweck zugeführt. Auf der Fläche sind 30 Bildszenen mit circa 38 cm Höhe mal 16 cm Breite abgebildet. Gezeigt werden Heiligengestalten sowie Szenen aus dem Leben Marias. Die Abbildungen sind plastisch modelliert, mit übereinander geleimten und gestopften Leinengewebestückchen, verziert mit Perlen und Goldfäden. 1876 verlor der Kanzelbehang seine liturgische Funktion und wird seitdem in einer Glasvitrine präsentiert.
Der geschnitzte Altar entstammt der Spätgotik.

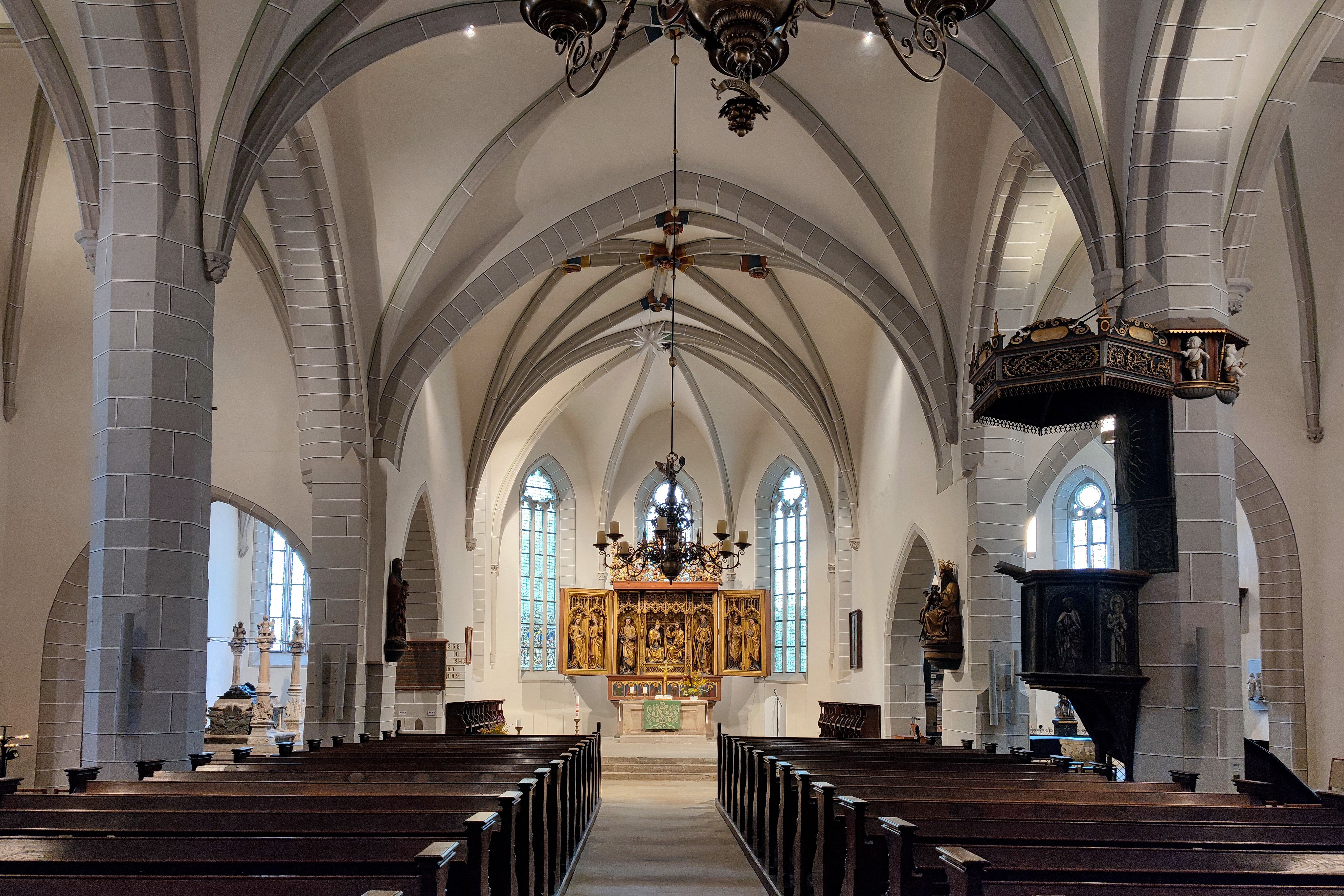
St. Andreas: Innenraum
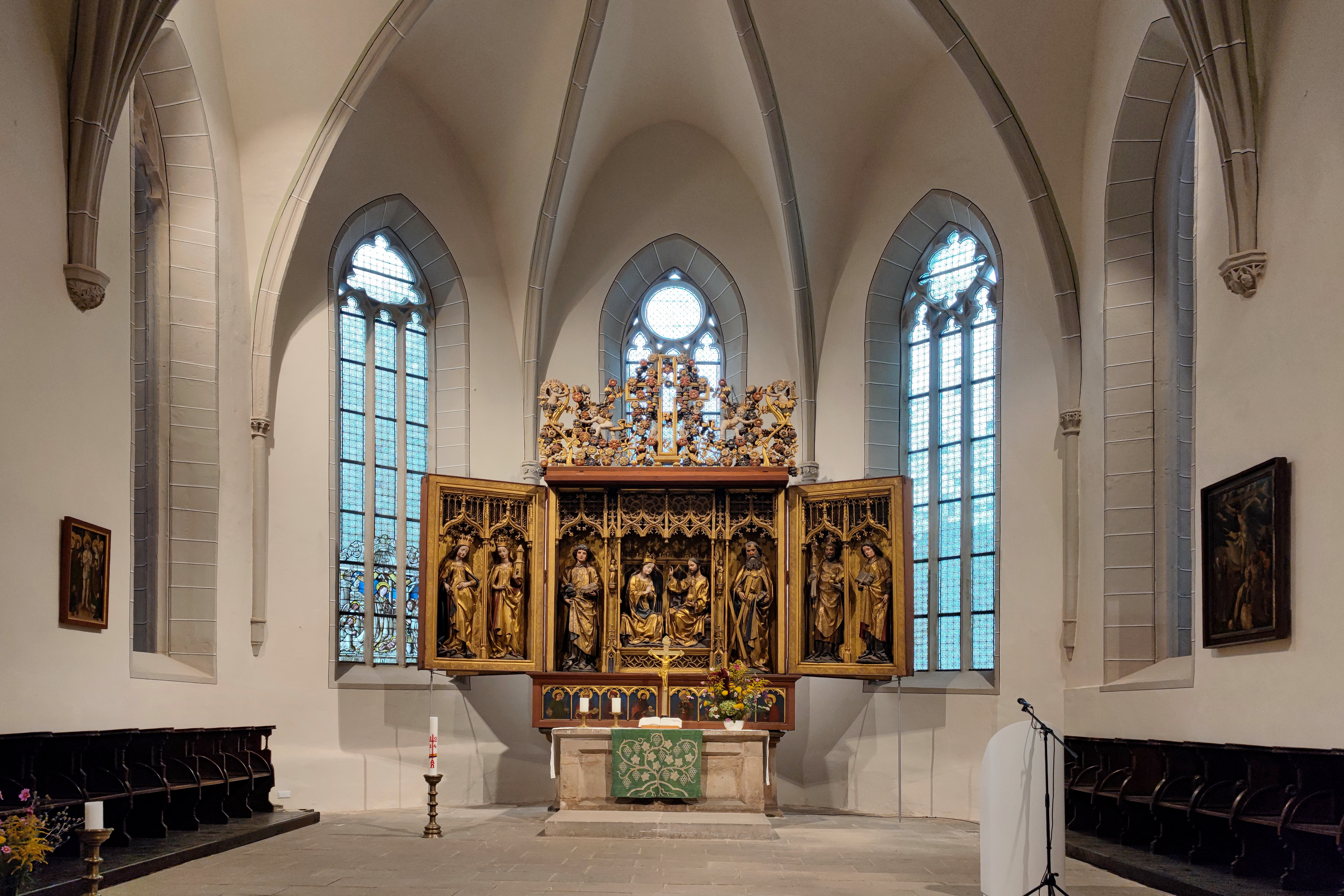
St. Andreas: Altarraum
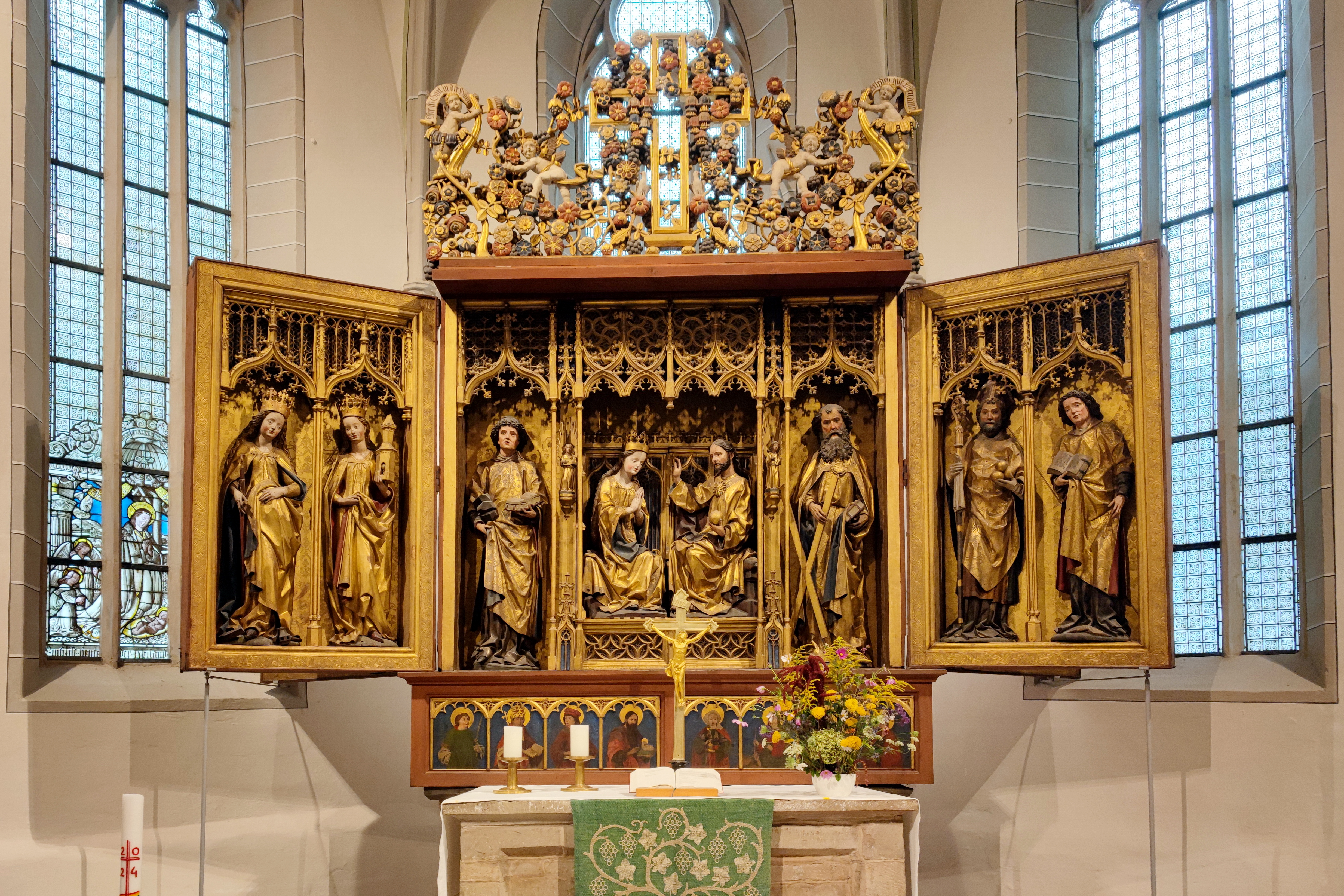
St. Andreas: Hochaltar
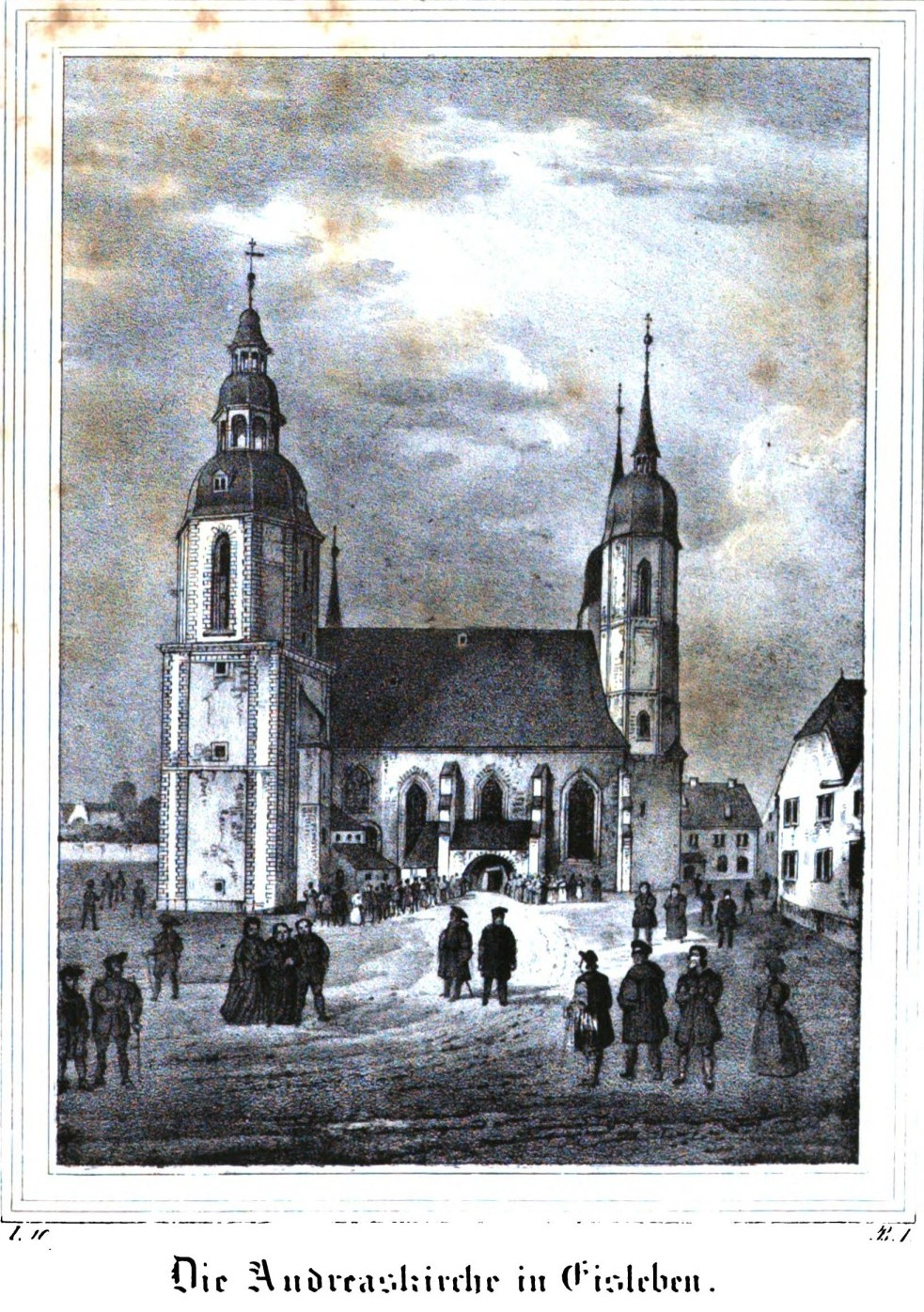
Stich von 1835 der Andreaskirche

## Orgeln

### Hauptorgel

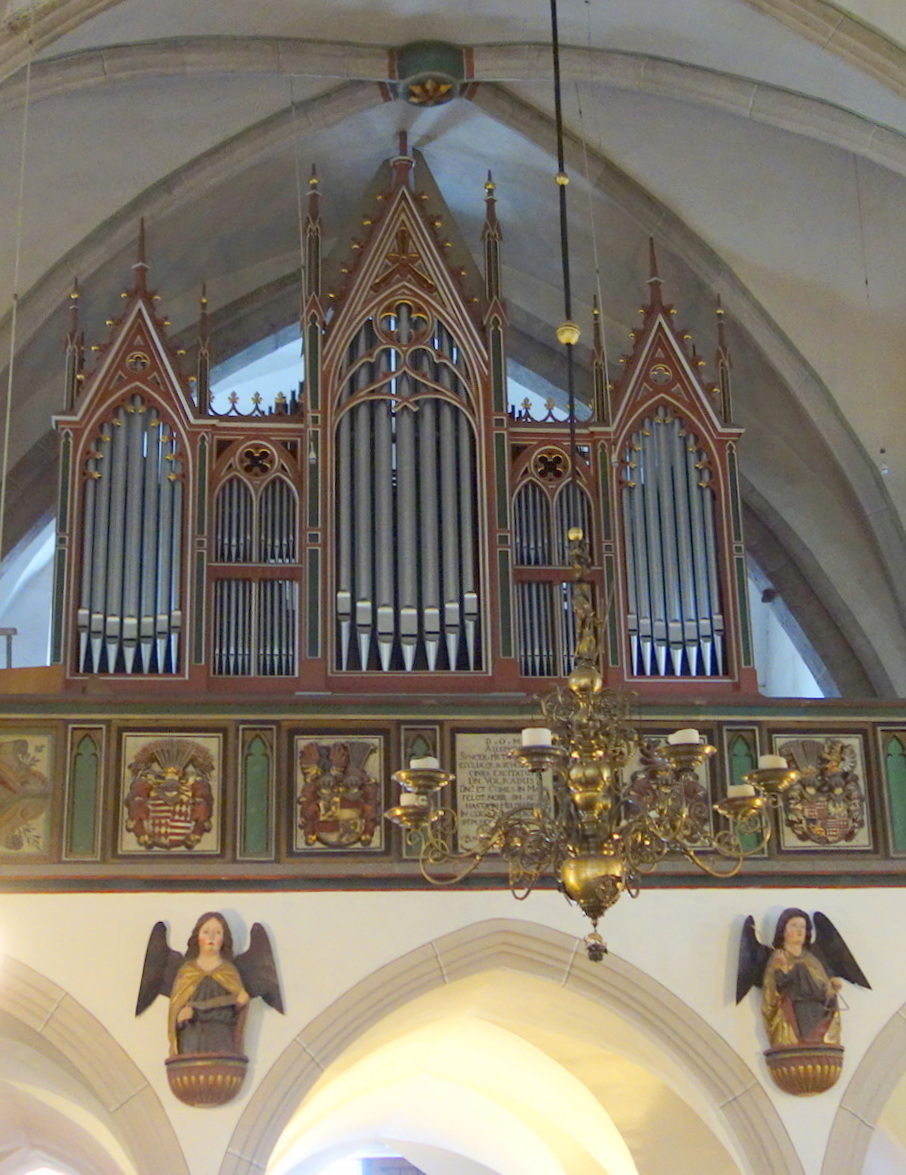
Hauptorgel von St. Andreas

Die Orgel wurde im Zuge der Kirchenrestaurierung in den Jahren 1876/77 auf der erweiterten Westempore von dem Orgelbauer Wilhelm Rühlmann (Zörbig) erbaut. In den Jahren 1939–1941 wurde das Instrument von der Orgelbaufirma Wilhelm Sauer (Frankfurt/Oder) überarbeitet; die Disposition wurde um sieben Register ergänzt, die ursprünglich mechanische Traktur auf Elektropneumatik umgestellt und dafür ein neuer fahrbarer Spieltisch an der Emporenbrüstung aufgestellt. Dieser wurde 1982 durch einen neuen ersetzt. Das Instrument hat heute 42 Register auf drei Manualwerken und Pedal.
| I Hauptwerk C–f3 |        |
| Principal        | 16′    |
| Bordun           | 16′    |
| Principal        | 08′    |
| Gemshorn         | 08′    |
| Rohrflöte        | 08′    |
| Oktave           | 04′    |
| Blockflöte       | 04′    |
| Quinte           | 02 ⁄3′ |
| Oktave           | 02′    |
| Mixtur IV        |        |
| Scharf III       |        |
| Trompete         | 08′    |

| II Oberwerk C–f3 |        |
| Gedackt          | 8′     |
| Quintadena       | 8′     |
| Principal        | 4′     |
| Flauto amabile   | 4′     |
| Schwiegel        | 2′     |
| Terz             | 1 3⁄5′ |
| Quinte           | 1 ⁄3′  |
| Sifflöte         | 1′     |
| Cymbel III       |        |
| Krummhorn        | 8′     |

| III Schwellwerk C–f3 |     |
| Lieblich Gedackt     | 16′ |
| Principal            | 08′ |
| Lieblich Gedackt     | 08′ |
| Salicional           | 08′ |
| Oktave               | 04′ |
| Sesquialtera II      |     |
| Mixtur III           |     |
| Oboe                 | 08′ |
| Trompete             | 04′ |
| Tremulant            |     |

| Pedal C–f1 |         |
| Principal  | 16′     |
| Subbaß     | 16′     |
| Quinte     | 10 2⁄3′ |
| Oktave     | 08′     |
| Gedackt    | 08′     |
| Oktave     | 04′     |
| Mixtur IV  |         |
| Posaune    | 16′     |
| Trompete   | 08′     |

- Koppeln: II/I, III/I, III/II, I/P, II/P, III/P
- Spielhilfen: 2 freie Kombinationen, Tutti, Walze, Rohrwerkeeinzelabsteller

### Kleine Orgel

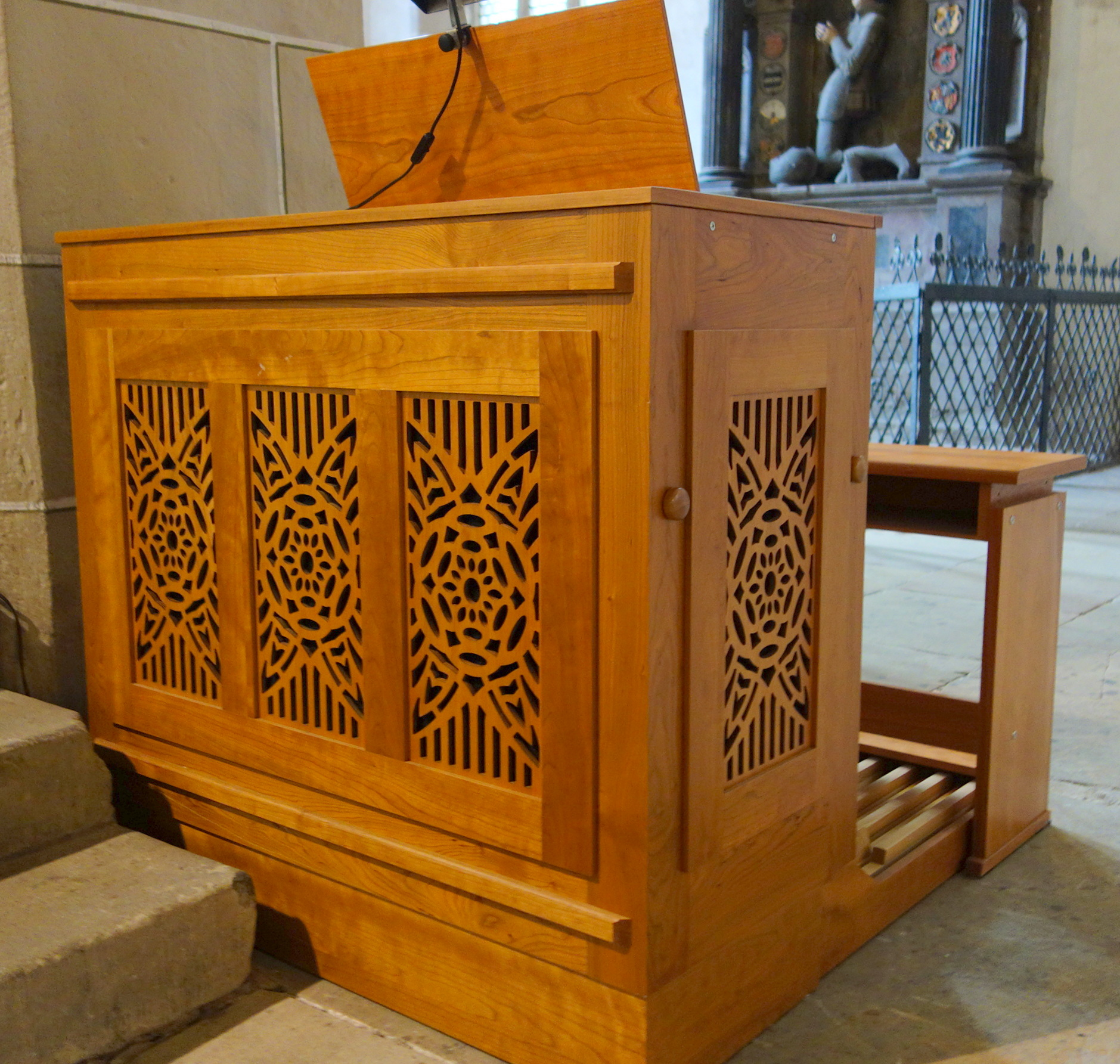
Kleine Orgel

Im Kirchenraum steht eine transportable Truhenorgel von Albert Baumhoer (Salzkotten) mit vier Registern auf einer geteilten Schleiflade und angehängtem Pedal. Die verschiebbare Klaviatur ermöglicht das Transponieren um einen Halbton abwärts bzw. drei Halbtöne aufwärts, Sie hat folgende Disposition:
| Manual C–g3 |       |
| Gedackt     | 8′    |
| Rohrflöte   | 4′    |
| Principal   | 2′    |
| Quint       | 1 ⁄3′ |